# Brasilianischer Nachtaffe

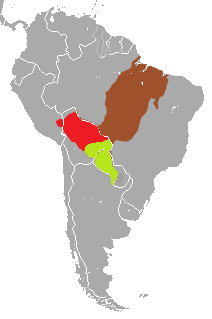
Das Verbreitungsgebiet des Brasilianischen Nachtaffen
Bolivien-Nachtaffe
Azara-Nachtaffe

Der Brasilianische Nachtaffe (Aotus infulatus) ist eine Primatenart aus der Gruppe der Nachtaffen (Aotidae), der endemisch in Brasilien in einem Gebiet zwischen dem Rio Tapajós im Norden, dem Rio Juruena im Westen, Rio Guaporé und Rio Araguaia im Süden und der Caatinga und dem Rio Parnaíba im Osten vorkommt. Möglicherweise gibt es auch Vorkommen auf der Ilha Grande do Gurupá in der Mündung des Amazonas.

## Merkmale
Die Affenart ist relativ klein und ähnelt ihrem nahen Verwandten, dem Bolivien-Nachtaffen (Aotus boliviensis). Verglichen mit diesem kontrastieren beim Brasilianischen Nachtaffen die weißen und schwarzen Bereiche des Gesichts stärker, der Schwanz ist fast auf der ganzen Länge rötlich und nur die Spitze ist schwarz, während beim Bolivien-Nachtaffen etwa die Hälfte des Schwanzes schwarz gefärbt ist. Die orange Farbe der Bauchseite reicht nach oben bis zu den Seiten des Halses und bis auf die Innenseiten der Unterschenkel. Zwischen den Schultern können die Affen einen auffälligen Haarwirbel besitzen; er kann jedoch auch fehlen.

## Lebensraum
Der Brasilianische Nachtaffe kommt in immergrünen Tieflandregenwäldern, im nördlichen Pantanal auch in Galeriewäldern und in den Savannen des Cerrado auch in isolierten Waldinseln vor. Er toleriert eine nicht zu weit gehende Beeinträchtigung des Lebensraums durch Holzeinschlag und überdauert auch in fragmentierten Wäldern. In den Dornstrauchsavannen der Caatinga wurde die Art in Sekundärwäldern beobachtet und im Übergangsbereich vom Cerrado zur Caatinga auch in Obstgärten. Die eigentliche Caatinga meidet der Brasilianische Nachtaffe aber. Außerdem wurde die Art im Bundesstaat Maranhão in Beständen der Babassupalme und von Palmen der Gattung Copernicia und in Mangroven beobachtet. Der Brasilianische Nachtaffe ist territorial. Das Revier einer Familiengruppe umspannt etwa 5 bis 18 Hektar.

## Systematik
Der Brasilianische Nachtaffe wurde erstmals im Jahr 1820 durch den deutschen Zoologen Heinrich Kuhl, Daniel Giraud Elliot beschrieben. Lange Zeit galt er als Unterart des Azara-Nachtaffen (Aotus azarae), und bekam erst im Februar 2022 im Rahmen einer Studie zur Systematik und Biogeografie der Nachtaffen den Status einer eigenständigen Art. Innerhalb der Nachtaffen gehört der Brasilianische Nachtaffe zum südlichen Artenschwarm, der sich erst im Pleistozän in verschiedene Arten aufgespalten hat.

## Gefährdung
Die Internationale Union zur Bewahrung der Natur (IUCN) schätzt den Bestand des Brasilianischen Nachtaffen als nicht gefährdet (Least Concern) ein. Wie viele andere südamerikanische Affenarten beeinträchtigen die Entwaldung, um Acker- oder Weideland zu gewinnen, Waldbrände und der Bergbau den Lebensraum der Art. Hin und wieder werden einzelne Tiere in den Schutzgebieten für indigene Völker zur Gewinnung von Bushmeat geschossen oder gefangen, um als Heimtiere gehalten zu werden.